# Cyanoannulus petersenii
Cyanoannulus petersenii är en svampart som beskrevs av Raja, J. Campb. & Shearer 2003. Cyanoannulus petersenii ingår i släktet Cyanoannulus och familjen Annulatascaceae.  Inga underarter finns listade i Catalogue of Life.